# Zoltán Gera
Zoltán Gera (Pécs, 22 aprile 1979) è un allenatore di calcio ed ex calciatore ungherese, di ruolo centrocampista, tecnico del Kecskemét.

## Biografia
È considerato uno dei migliori calciatori magiari dagli anni 2000.

## Caratteristiche tecniche
Durante la sua carriera ha giocato in molti ruoli: ala soprattutto destra ma anche sinistra, centrocampista dietro le punte o talvolta seconda punta. Era pericoloso nei tiri dalla distanza.

## Carriera

### Club
Dopo gli inizi nel Pécs, prima passa al Ferencváros, poi lo acquista il West Bromwich nel 2004-2005.
Nell'estate del 2008 si trasferisce al Fulham, in Premier League. Il 2 agosto 2011 fa ritorno al West Bromwich, dopo essersi svincolato dai Cottagers. Due anni più tardi il suo contratto con il West Bromwich giunge alla scadenza e il giocatore, da lungo tempo infortunato, si ritrova svincolato, salvo poi fare ritorno al WBA.
A fine stagione, fa ritorno in patria al Ferencváros, in cui milita per 4 anni per poi annunciare il ritiro il 29 giugno 2018.

### Nazionale
Inizia la trafila con la nazionale magiara con l'Under-21 giocando dal 1999 al 2000 tre incontri senza mai andare a segno, dal 2002 è uno dei titolari inamovibili e leader della nazionale maggiore.
Entra in nazionale giovanissimo e in seguito ne diventa anche il capitano. Ha segnato la rete del momentaneo 2-1 nella disfatta italiana a Budapest il 22 agosto 2007 (risultato finale: 3-1 per i magiari). È stato uno dei pilastri della formazione danubiana con il centrale difensivo Roland Juhász, il trequartista Tamás Hajnal e il centravanti Tamás Priskin. Il 15 ottobre 2009, a causa dell'ennesima esclusione dai 18 convocati per la partita, poi vinta, con la Danimarca, e di dissidi con il CT Erwin Koeman annuncia il suo ritiro dalla Nazionale dopo 63 presenze e 18 gol. Nell'agosto 2010, dopo l'arrivo del nuovo commissario tecnico Sándor Egervári, decide di tornare a vestire la maglia della Nazionale.
Nel 2016 viene convocato per gli Europei 2016 in Francia, in cui va a segno nel 3-3 contro il Portogallo durante la fase a gironi con un a volée da fuori area. A fine torneo questa viene votata come la rete migliore della manifestazione.

## Statistiche

### Presenze e reti nei club
Statistiche aggiornate al 7 giugno 2016.
| Stagione             | Club                 | Campionato           | Campionato | Campionato | Coppe nazionali | Coppe nazionali | Coppe nazionali | Coppe continentali | Coppe continentali | Coppe continentali | Supercoppe | Supercoppe | Supercoppe | Totale | Totale |
| Stagione             | Club                 | Comp                 | Pres       | Reti       | Comp            | Pres            | Reti            | Comp               | Pres               | Reti               | Comp       | Pres       | Reti       | Pres   | Reti   |
| -------------------- | -------------------- | -------------------- | ---------- | ---------- | --------------- | --------------- | --------------- | ------------------ | ------------------ | ------------------ | ---------- | ---------- | ---------- | ------ | ------ |
| 1997-1998            | Pécs                 | NBII                 | 25         | 2          | MK              | 1               | 0               | -                  | -                  | -                  | -          | -          | -          | 26     | 2      |
| 1998-1999            | Pécs                 | NBII                 | 31         | 8          | MK              | 3               | 1               | -                  | -                  | -                  | -          | -          | -          | 34     | 9      |
| 1999-2000            | Pécs                 | NBII                 | 16         | 5          | MK              | 5               | 3               | -                  | -                  | -                  | -          | -          | -          | 21     | 8      |
| lug.-set. 2000       | Pécs                 | NBI                  | 15         | 4          | MK              | 0               | 0               | -                  | -                  | -                  | -          | -          | -          | 15     | 4      |
| Totale Pécs          | Totale Pécs          | Totale Pécs          | 87         | 19         |                 | 9               | 4               |                    | -                  | -                  |            | -          | -          | 96     | 23     |
| set. 2000-2001       | Ferencváros          | NBI                  | 32         | 7          | MK              | 1               | 0               | -                  | -                  | -                  | -          | -          | -          | 33     | 7      |
| 2001-2002            | Ferencváros          | NBI                  | 27         | 8          | MK              | 6               | 2               | UCL                | 2                  | 0                  | -          | -          | -          | 35     | 10     |
| 2002-2003            | Ferencváros          | NBI                  | 26         | 6          | MK              | 3               | 0               | CU                 | 6                  | 1                  | -          | -          | -          | 35     | 7      |
| 2003-2004            | Ferencváros          | NBI                  | 30         | 11         | MK              | 4               | 5               | CU                 | 3                  | 1                  | -          | -          | -          | 37     | 17     |
| 2004-2005            | West Bromwich        | PL                   | 38         | 6          | FACup+CdL       | 3+1             | 0               | -                  | -                  | -                  | -          | -          | -          | 42     | 6      |
| 2005-2006            | West Bromwich        | PL                   | 15         | 2          | FACup+CdL       | 1+0             | 1               | -                  | -                  | -                  | -          | -          | -          | 16     | 3      |
| 2006-2007            | West Bromwich        | FLC                  | 43+3       | 5+0        | FACup+CdL       | 3+2             | 1+0             | -                  | -                  | -                  | -          | -          | -          | 51     | 6      |
| 2007-2008            | West Bromwich        | FLC                  | 43         | 8          | FACup+CdL       | 5+1             | 1+1             | -                  | -                  | -                  | -          | -          | -          | 49     | 10     |
| 2008-2009            | Fulham               | PL                   | 32         | 2          | FACup+CdL       | 4+2             | 0+1             | -                  | -                  | -                  | -          | -          | -          | 38     | 3      |
| 2009-2010            | Fulham               | PL                   | 27         | 2          | FACup+CdL       | 4+1             | 1+1             | UEL                | 18                 | 6                  | -          | -          | -          | 50     | 10     |
| 2010-2011            | Fulham               | PL                   | 27         | 1          | FACup+CdL       | 3+2             | 1+2             | -                  | -                  | -                  | -          | -          | -          | 32     | 4      |
| Totale Fulham        | Totale Fulham        | Totale Fulham        | 86         | 5          |                 | 16              | 6               |                    | 18                 | 6                  |            | -          | -          | 120    | 17     |
| 2011-2012            | West Bromwich        | PL                   | 3          | 0          | FACup+CdL       | 0+0             | 0               | -                  | -                  | -                  | -          | -          | -          | 3      | 0      |
| 2012-2013            | West Bromwich        | PL                   | 16         | 4          | FACup+CdL       | 1+1             | 0               | -                  | -                  | -                  | -          | -          | -          | 18     | 4      |
| 2013-2014            | West Bromwich        | PL                   | 14         | 0          | FACup+CdL       | 1+0             | 0               | -                  | -                  | -                  | -          | -          | -          | 15     | 0      |
| Totale West Bromwich | Totale West Bromwich | Totale West Bromwich | 172        | 25         |                 | 19              | 4               |                    | -                  | -                  |            | -          | -          | 191    | 29     |
| 2014-2015            | Ferencváros          | NBI                  | 26         | 3          | MK+MLK          | 3+0             | 0               | UEL                | 1                  | 0                  | -          | -          | -          | 30     | 3      |
| 2015-2016            | Ferencváros          | NBI                  | 30         | 4          | MK              | 5               | 3               | UEL                | 4                  | 2                  | MS         | 1          | 1          | 40     | 10     |
| Totale Ferencváros   | Totale Ferencváros   | Totale Ferencváros   | 171        | 39         |                 | 22              | 10              |                    | 17                 | 4                  |            | 1          | 1          | 184    | 47     |
| Totale carriera      | Totale carriera      | Totale carriera      | 516        | 88         |                 | 66              | 23              |                    | 35                 | 10                 |            | 1          | 1          | 618    | 123    |

### Cronologia presenze e reti in nazionale
| Cronologia completa delle presenze e delle reti in nazionale ― Ungheria | Cronologia completa delle presenze e delle reti in nazionale ― Ungheria | Cronologia completa delle presenze e delle reti in nazionale ― Ungheria | Cronologia completa delle presenze e delle reti in nazionale ― Ungheria | Cronologia completa delle presenze e delle reti in nazionale ― Ungheria | Cronologia completa delle presenze e delle reti in nazionale ― Ungheria | Cronologia completa delle presenze e delle reti in nazionale ― Ungheria | Cronologia completa delle presenze e delle reti in nazionale ― Ungheria |
| Data                                                                    | Città                                                                   | In casa                                                                 | Risultato                                                               | Ospiti                                                                  | Competizione                                                            | Reti                                                                    | Note                                                                    |
| ----------------------------------------------------------------------- | ----------------------------------------------------------------------- | ----------------------------------------------------------------------- | ----------------------------------------------------------------------- | ----------------------------------------------------------------------- | ----------------------------------------------------------------------- | ----------------------------------------------------------------------- | ----------------------------------------------------------------------- |
| 13-2-2002                                                               | Limassol                                                                | Ungheria                                                                | 1 – 2                                                                   | Svizzera                                                                | Amichevole                                                              | -                                                                       | 46’                                                                     |
| 27-3-2002                                                               | Chișinău                                                                | Moldavia                                                                | 0 – 2                                                                   | Ungheria                                                                | Amichevole                                                              | -                                                                       | 59’                                                                     |
| 17-4-2002                                                               | Debrecen                                                                | Ungheria                                                                | 2 – 5                                                                   | Bielorussia                                                             | Amichevole                                                              | -                                                                       | 72’                                                                     |
| 8-5-2002                                                                | Pécs                                                                    | Ungheria                                                                | 0 – 2                                                                   | Croazia                                                                 | Amichevole                                                              | -                                                                       | 46’                                                                     |
| 21-8-2002                                                               | Budapest                                                                | Ungheria                                                                | 1 – 1                                                                   | Spagna                                                                  | Amichevole                                                              | -                                                                       | 46’                                                                     |
| 12-10-2002                                                              | Stoccolma                                                               | Svezia                                                                  | 1 – 1                                                                   | Ungheria                                                                | Qual. Euro 2004                                                         | -                                                                       | 59’                                                                     |
| 16-10-2002                                                              | Budapest                                                                | Ungheria                                                                | 3 – 0                                                                   | San Marino                                                              | Qual. Euro 2004                                                         | 3                                                                       | 46’                                                                     |
| 20-11-2002                                                              | Budapest                                                                | Ungheria                                                                | 1 – 1                                                                   | Ungheria                                                                | Amichevole                                                              | -                                                                       | 46’                                                                     |
| 30-4-2003                                                               | Budapest                                                                | Ungheria                                                                | 5 – 1                                                                   | Lussemburgo                                                             | Amichevole                                                              | 1                                                                       | 46’                                                                     |
| 7-6-2003                                                                | Budapest                                                                | Ungheria                                                                | 3 – 1                                                                   | Lettonia                                                                | Qual. Euro 2004                                                         | 1                                                                       | 39’                                                                     |
| 20-8-2003                                                               | Lubiana                                                                 | Slovenia                                                                | 2 – 1                                                                   | Ungheria                                                                | Amichevole                                                              | -                                                                       |                                                                         |
| 10-9-2003                                                               | Riga                                                                    | Lettonia                                                                | 3 – 1                                                                   | Ungheria                                                                | Qual. Euro 2004                                                         | -                                                                       | 87’                                                                     |
| 11-10-2003                                                              | Budapest                                                                | Ungheria                                                                | 1 – 2                                                                   | Polonia                                                                 | Qual. Euro 2004                                                         | -                                                                       | 46’                                                                     |
| 19-11-2003                                                              | Budapest                                                                | Ungheria                                                                | 0 – 1                                                                   | Estonia                                                                 | Amichevole                                                              | -                                                                       | 44’                                                                     |
| 18-2-2004                                                               | Paphos                                                                  | Ungheria                                                                | 2 – 1                                                                   | Armenia                                                                 | Amichevole                                                              | -                                                                       | 69’                                                                     |
| 19-2-2004                                                               | Limassol                                                                | Ungheria                                                                | 2 – 1                                                                   | Lettonia                                                                | Amichevole                                                              | -                                                                       | Cap. 19’                                                                |
| 21-2-2004                                                               | Strovolos                                                               | Ungheria                                                                | 0 – 3                                                                   | Romania                                                                 | Amichevole                                                              | -                                                                       | Cap.                                                                    |
| 31-3-2004                                                               | Budapest                                                                | Ungheria                                                                | 1 – 2                                                                   | Galles                                                                  | Amichevole                                                              | -                                                                       | Cap.                                                                    |
| 25-4-2004                                                               | Zalaegerszeg                                                            | Ungheria                                                                | 3 – 2                                                                   | Giappone                                                                | Amichevole                                                              | -                                                                       | Cap. 46’                                                                |
| 28-4-2004                                                               | Budapest                                                                | Ungheria                                                                | 1 – 4                                                                   | Brasile                                                                 | Amichevole                                                              | -                                                                       | Cap. 67’                                                                |
| 1-6-2004                                                                | Tientsin                                                                | Cina                                                                    | 2 – 1                                                                   | Ungheria                                                                | Amichevole                                                              | -                                                                       | 46’                                                                     |
| 6-6-2004                                                                | Kaiserslautern                                                          | Germania                                                                | 0 – 2                                                                   | Ungheria                                                                | Amichevole                                                              | -                                                                       | Cap. 89’                                                                |
| 18-8-2004                                                               | Glasgow                                                                 | Scozia                                                                  | 0 – 3                                                                   | Ungheria                                                                | Amichevole                                                              | -                                                                       | Cap. 76’                                                                |
| 4-9-2004                                                                | Zagabria                                                                | Croazia                                                                 | 3 – 0                                                                   | Ungheria                                                                | Qual. Mondiali 2006                                                     | -                                                                       | Cap. 21’                                                                |
| 8-9-2004                                                                | Budapest                                                                | Ungheria                                                                | 3 – 2                                                                   | Islanda                                                                 | Qual. Mondiali 2006                                                     | 1                                                                       | Cap.                                                                    |
| 9-10-2004                                                               | Solna                                                                   | Svezia                                                                  | 3 – 0                                                                   | Ungheria                                                                | Qual. Mondiali 2006                                                     | -                                                                       | Cap.                                                                    |
| 17-11-2004                                                              | Ta' Qali                                                                | Malta                                                                   | 0 – 2                                                                   | Ungheria                                                                | Qual. Mondiali 2006                                                     | 1                                                                       | Cap. 67’                                                                |
| 9-2-2005                                                                | Cardiff                                                                 | Galles                                                                  | 2 – 0                                                                   | Ungheria                                                                | Amichevole                                                              | -                                                                       | Cap.                                                                    |
| 31-5-2005                                                               | Longeville-lès-Metz                                                     | Francia                                                                 | 2 – 1                                                                   | Ungheria                                                                | Amichevole                                                              | -                                                                       | Cap. 46’                                                                |
| 4-6-2005                                                                | Reykjavík                                                               | Islanda                                                                 | 2 – 3                                                                   | Ungheria                                                                | Qual. Mondiali 2006                                                     | 2                                                                       | Cap. 59’                                                                |
| 17-8-2005                                                               | Budapest                                                                | Ungheria                                                                | 1 – 2                                                                   | Argentina                                                               | Amichevole                                                              | -                                                                       | Cap.                                                                    |
| 3-9-2005                                                                | Budapest                                                                | Ungheria                                                                | 4 – 0                                                                   | Malta                                                                   | Qual. Mondiali 2006                                                     | -                                                                       | Cap. 76’                                                                |
| 7-9-2005                                                                | Budapest                                                                | Ungheria                                                                | 0 – 1                                                                   | Svezia                                                                  | Qual. Mondiali 2006                                                     | -                                                                       | Cap.                                                                    |
| 24-5-2006                                                               | Budapest                                                                | Ungheria                                                                | 2 – 0                                                                   | Nuova Zelanda                                                           | Amichevole                                                              | -                                                                       | 37’                                                                     |
| 30-5-2006                                                               | Manchester                                                              | Inghilterra                                                             | 3 – 1                                                                   | Ungheria                                                                | Amichevole                                                              | -                                                                       |                                                                         |
| 16-8-2006                                                               | Graz                                                                    | Austria                                                                 | 1 – 2                                                                   | Ungheria                                                                | Amichevole                                                              | 1                                                                       | 89’                                                                     |
| 2-9-2006                                                                | Budapest                                                                | Ungheria                                                                | 1 – 4                                                                   | Norvegia                                                                | Qual. Euro 2008                                                         | 1                                                                       |                                                                         |
| 6-9-2006                                                                | Zenica                                                                  | Bosnia ed Erzegovina                                                    | 1 – 3                                                                   | Ungheria                                                                | Qual. Euro 2008                                                         | -1                                                                      |                                                                         |
| 7-10-2006                                                               | Budapest                                                                | Ungheria                                                                | 0 – 1                                                                   | Turchia                                                                 | Qual. Euro 2008                                                         | -                                                                       |                                                                         |
| 11-10-2006                                                              | Ta' Qali                                                                | Malta                                                                   | 2 – 1                                                                   | Ungheria                                                                | Qual. Euro 2008                                                         | -                                                                       |                                                                         |
| 6-2-2007                                                                | Limassol                                                                | Cipro                                                                   | 2 – 1                                                                   | Ungheria                                                                | Amichevole                                                              | -                                                                       |                                                                         |
| 28-3-2007                                                               | Budapest                                                                | Ungheria                                                                | 2 – 0                                                                   | Moldavia                                                                | Qual. Euro 2008                                                         | 1                                                                       |                                                                         |
| 2-6-2007                                                                | Heraklio                                                                | Grecia                                                                  | 2 – 0                                                                   | Ungheria                                                                | Qual. Euro 2008                                                         | -                                                                       |                                                                         |
| 6-6-2007                                                                | Oslo                                                                    | Norvegia                                                                | 4 – 0                                                                   | Ungheria                                                                | Qual. Euro 2008                                                         | -                                                                       |                                                                         |
| 22-8-2007                                                               | Budapest                                                                | Ungheria                                                                | 3 – 1                                                                   | Italia                                                                  | Amichevole                                                              | 1                                                                       | Cap. 90+2’                                                              |
| 8-9-2007                                                                | Székesfehérvár                                                          | Ungheria                                                                | 1 – 0                                                                   | Bosnia ed Erzegovina                                                    | Qual. Euro 2008                                                         | 1                                                                       | Cap.                                                                    |
| 12-9-2007                                                               | Istanbul                                                                | Turchia                                                                 | 3 – 0                                                                   | Ungheria                                                                | Qual. Euro 2008                                                         | -                                                                       | Cap. 18’, 63’                                                           |
| 13-10-2007                                                              | Budapest                                                                | Ungheria                                                                | 2 – 0                                                                   | Malta                                                                   | Qual. Euro 2008                                                         | -                                                                       | Cap.                                                                    |
| 17-10-2007                                                              | Łódź                                                                    | Polonia                                                                 | 0 – 1                                                                   | Ungheria                                                                | Amichevole                                                              | -                                                                       | Cap. 78’                                                                |
| 17-11-2007                                                              | Chișinău                                                                | Moldavia                                                                | 3 – 0                                                                   | Ungheria                                                                | Qual. Euro 2008                                                         | -                                                                       | Cap. 30’                                                                |
| 6-2-2008                                                                | Limassol                                                                | Ungheria                                                                | 1 – 1                                                                   | Slovacchia                                                              | Amichevole                                                              | 1                                                                       | Cap.                                                                    |
| 24-5-2008                                                               | Budapest                                                                | Ungheria                                                                | 3 – 2                                                                   | Grecia                                                                  | Amichevole                                                              | -                                                                       | Cap. 90’                                                                |
| 31-5-2008                                                               | Budapest                                                                | Ungheria                                                                | 1 – 1                                                                   | Croazia                                                                 | Amichevole                                                              | -                                                                       | Cap. 21’                                                                |
| 6-9-2008                                                                | Budapest                                                                | Ungheria                                                                | 0 – 0                                                                   | Danimarca                                                               | Qual. Mondiali 2010                                                     | -                                                                       | Cap. 64’                                                                |
| 10-9-2008                                                               | Solna                                                                   | Svezia                                                                  | 2 – 1                                                                   | Ungheria                                                                | Qual. Mondiali 2010                                                     | -                                                                       | Cap. 35’                                                                |
| 15-10-2008                                                              | Ta' Qali                                                                | Malta                                                                   | 0 – 1                                                                   | Ungheria                                                                | Qual. Mondiali 2010                                                     | -                                                                       | Cap. 45’                                                                |
| 19-11-2008                                                              | Belfast                                                                 | Irlanda del Nord                                                        | 0 – 2                                                                   | Ungheria                                                                | Amichevole                                                              | 1                                                                       | Cap.                                                                    |
| 11-2-2009                                                               | Tel Aviv                                                                | Israele                                                                 | 1 – 0                                                                   | Ungheria                                                                | Amichevole                                                              | -                                                                       | Cap.                                                                    |
| 28-3-2009                                                               | Tirana                                                                  | Albania                                                                 | 0 – 1                                                                   | Ungheria                                                                | Qual. Mondiali 2010                                                     | -                                                                       | 90+2’                                                                   |
| 1-4-2009                                                                | Budapest                                                                | Ungheria                                                                | 3 – 0                                                                   | Malta                                                                   | Qual. Mondiali 2010                                                     | 1                                                                       | 46’                                                                     |
| 12-8-2009                                                               | Budapest                                                                | Ungheria                                                                | 0 – 1                                                                   | Romania                                                                 | Amichevole                                                              | -                                                                       | 46’                                                                     |
| 5-9-2009                                                                | Budapest                                                                | Ungheria                                                                | 1 – 2                                                                   | Svezia                                                                  | Qual. Mondiali 2010                                                     | -                                                                       | Cap. 81’                                                                |
| 10-10-2009                                                              | Lisbona                                                                 | Portogallo                                                              | 3 – 0                                                                   | Ungheria                                                                | Qual. Mondiali 2010                                                     | -                                                                       | Cap.                                                                    |
| 11-8-2010                                                               | Londra                                                                  | Inghilterra                                                             | 2 – 1                                                                   | Ungheria                                                                | Amichevole                                                              | -                                                                       | Cap.                                                                    |
| 3-9-2010                                                                | Solna                                                                   | Svezia                                                                  | 2 – 0                                                                   | Ungheria                                                                | Qual. Euro 2012                                                         | -                                                                       | Cap.                                                                    |
| 7-9-2010                                                                | Budapest                                                                | Ungheria                                                                | 2 – 1                                                                   | Moldavia                                                                | Qual. Euro 2012                                                         | -                                                                       | Cap.                                                                    |
| 8-10-2010                                                               | Budapest                                                                | Ungheria                                                                | 8 – 0                                                                   | San Marino                                                              | Qual. Euro 2012                                                         | 1                                                                       | Cap.                                                                    |
| 12-10-2010                                                              | Helsinki                                                                | Finlandia                                                               | 1 – 2                                                                   | Ungheria                                                                | Qual. Euro 2012                                                         | -                                                                       | Cap.                                                                    |
| 9-2-2011                                                                | Dubai                                                                   | Azerbaigian                                                             | 0 – 2                                                                   | Ungheria                                                                | Amichevole                                                              | -                                                                       | Cap. 79’                                                                |
| 25-3-2011                                                               | Budapest                                                                | Ungheria                                                                | 0 – 4                                                                   | Paesi Bassi                                                             | Qual. Euro 2012                                                         | -                                                                       | Cap.                                                                    |
| 29-3-2011                                                               | Amsterdam                                                               | Paesi Bassi                                                             | 5 – 3                                                                   | Ungheria                                                                | Qual. Euro 2012                                                         | 2                                                                       | Cap.                                                                    |
| 11-11-2011                                                              | Budapest                                                                | Ungheria                                                                | 5 – 0                                                                   | Liechtenstein                                                           | Amichevole                                                              | -                                                                       | Cap. 69’                                                                |
| 15-11-2011                                                              | Poznań                                                                  | Polonia                                                                 | 2 – 1                                                                   | Ungheria                                                                | Amichevole                                                              | -                                                                       | Cap.                                                                    |
| 7-9-2012                                                                | Andorra la Vella                                                        | Andorra                                                                 | 0 – 5                                                                   | Ungheria                                                                | Qual. Mondiali 2014                                                     | 1                                                                       | Cap. 46’                                                                |
| 11-9-2012                                                               | Budapest                                                                | Ungheria                                                                | 1 – 4                                                                   | Paesi Bassi                                                             | Qual. Mondiali 2014                                                     | -                                                                       | Cap. 80’                                                                |
| 12-10-2012                                                              | Tallinn                                                                 | Estonia                                                                 | 0 – 1                                                                   | Ungheria                                                                | Qual. Mondiali 2014                                                     | -                                                                       | Cap. 80’                                                                |
| 16-10-2012                                                              | Budapest                                                                | Ungheria                                                                | 3 – 1                                                                   | Turchia                                                                 | Qual. Mondiali 2014                                                     | 1                                                                       | cap. 86’                                                                |
| 11-10-2014                                                              | Bucarest                                                                | Romania                                                                 | 1 – 1                                                                   | Ungheria                                                                | Qual. Euro 2016                                                         | -                                                                       | 26’ 77’                                                                 |
| 14-10-2014                                                              | Tórshavn                                                                | Fær Øer                                                                 | 0 – 1                                                                   | Ungheria                                                                | Qual. Euro 2016                                                         | -                                                                       | 48’                                                                     |
| 14-11-2014                                                              | Budapest                                                                | Ungheria                                                                | 1 – 0                                                                   | Finlandia                                                               | Qual. Euro 2016                                                         | 1                                                                       |                                                                         |
| 29-3-2015                                                               | Budapest                                                                | Ungheria                                                                | 0 – 0                                                                   | Grecia                                                                  | Qual. Euro 2016                                                         | -                                                                       |                                                                         |
| 13-6-2015                                                               | Helsinki                                                                | Finlandia                                                               | 0 – 1                                                                   | Ungheria                                                                | Qual. Euro 2016                                                         | -                                                                       | 64’                                                                     |
| 7-9-2015                                                                | Belfast                                                                 | Irlanda del Nord                                                        | 1 – 1                                                                   | Ungheria                                                                | Qual. Euro 2016                                                         | -                                                                       |                                                                         |
| 8-10-2015                                                               | Budapest                                                                | Ungheria                                                                | 2 – 1                                                                   | Fær Øer                                                                 | Qual. Euro 2016                                                         | -                                                                       | 36’                                                                     |
| 11-10-2015                                                              | Il Pireo                                                                | Grecia                                                                  | 4 – 3                                                                   | Ungheria                                                                | Qual. Euro 2016                                                         | -                                                                       | 71’                                                                     |
| 12-11-2015                                                              | Oslo                                                                    | Norvegia                                                                | 0 – 1                                                                   | Ungheria                                                                | Qual. Euro 2016                                                         | -                                                                       | 23’                                                                     |
| 26-3-2016                                                               | Budapest                                                                | Ungheria                                                                | 1 – 1                                                                   | Croazia                                                                 | Amichevole                                                              | -                                                                       | 76’                                                                     |
| 20-5-2016                                                               | Budapest                                                                | Ungheria                                                                | 0 – 0                                                                   | Costa d'Avorio                                                          | Amichevole                                                              | -                                                                       | 46’                                                                     |
| 4-6-2016                                                                | Gelsenkirchen                                                           | Germania                                                                | 2 – 0                                                                   | Ungheria                                                                | Amichevole                                                              | -                                                                       | 59’ 90+1’                                                               |
| 14-6-2016                                                               | Bordeaux                                                                | Austria                                                                 | 0 – 2                                                                   | Ungheria                                                                | Euro 2016 - 1º turno                                                    | -                                                                       |                                                                         |
| 18-6-2016                                                               | Marsiglia                                                               | Islanda                                                                 | 1 – 1                                                                   | Ungheria                                                                | Euro 2016 - 1º turno                                                    | -                                                                       |                                                                         |
| 22-6-2016                                                               | Lione                                                                   | Ungheria                                                                | 3 – 3                                                                   | Portogallo                                                              | Euro 2016 - 1º turno                                                    | 1                                                                       | 34’ 46’                                                                 |
| 26-6-2016                                                               | Tolosa                                                                  | Ungheria                                                                | 0 – 4                                                                   | Belgio                                                                  | Euro 2016 - Ottavi di finale                                            | -                                                                       | 46’                                                                     |
| 7-10-2016                                                               | Budapest                                                                | Ungheria                                                                | 2 – 3                                                                   | Svizzera                                                                | Qual. Mondiali 2018                                                     | -                                                                       |                                                                         |
| 10-10-2016                                                              | Riga                                                                    | Ungheria                                                                | 2 – 3                                                                   | Svizzera                                                                | Qual. Mondiali 2018                                                     | -                                                                       | 83’                                                                     |
| 13-11-2016                                                              | Budapest                                                                | Ungheria                                                                | 4 – 0                                                                   | Andorra                                                                 | Qual. Mondiali 2018                                                     | 1                                                                       | 84’                                                                     |
| 25-3-2017                                                               | Lisbona                                                                 | Portogallo                                                              | 3 – 0                                                                   | Ungheria                                                                | Qual. Mondiali 2018                                                     | -                                                                       | 76’ 86’                                                                 |
| Totale                                                                  |                                                                         | Presenze (4º posto)                                                     | 97                                                                      |                                                                         | Reti                                                                    | 26                                                                      |                                                                         |

## Palmarès

### Club
- Campionato di calcio ungherese: 3

Ferencváros: 2000-2001, 2003-2004, 2015-2016
- Coppa d'Ungheria: 5

Ferencváros: 2002-2003, 2003-2004, 2014-2015, 2015-2016, 2016-2017
- Football League Championship: 1

West Bromwich Albion: 2007-2008
- Coppa di Lega ungherese: 1

Ferencváros: 2014-2015
- Supercoppa d'Ungheria: 3

Ferencváros: 2004, 2015, 2016

### Individuale
- Calciatore dell'anno in Ungheria: 1

2002
- Tibor Simon Award: 1

2003
- Calciatore ungherese dell'anno: 2

2004, 2005
- Miglior calciatore ungherese nominato dalla Federazione: 1

2005
- Inserito nella formazione dell'anno della Premier League (soccernet.com): 1

2004-2005
- Calciatore dell'anno della Football League Championship (The Guardian): 1

2007-2008
- Inserito nella formazione dell'anno della Football League Championship (The Guardian): 1

2007-2008